# Christian Dandrès

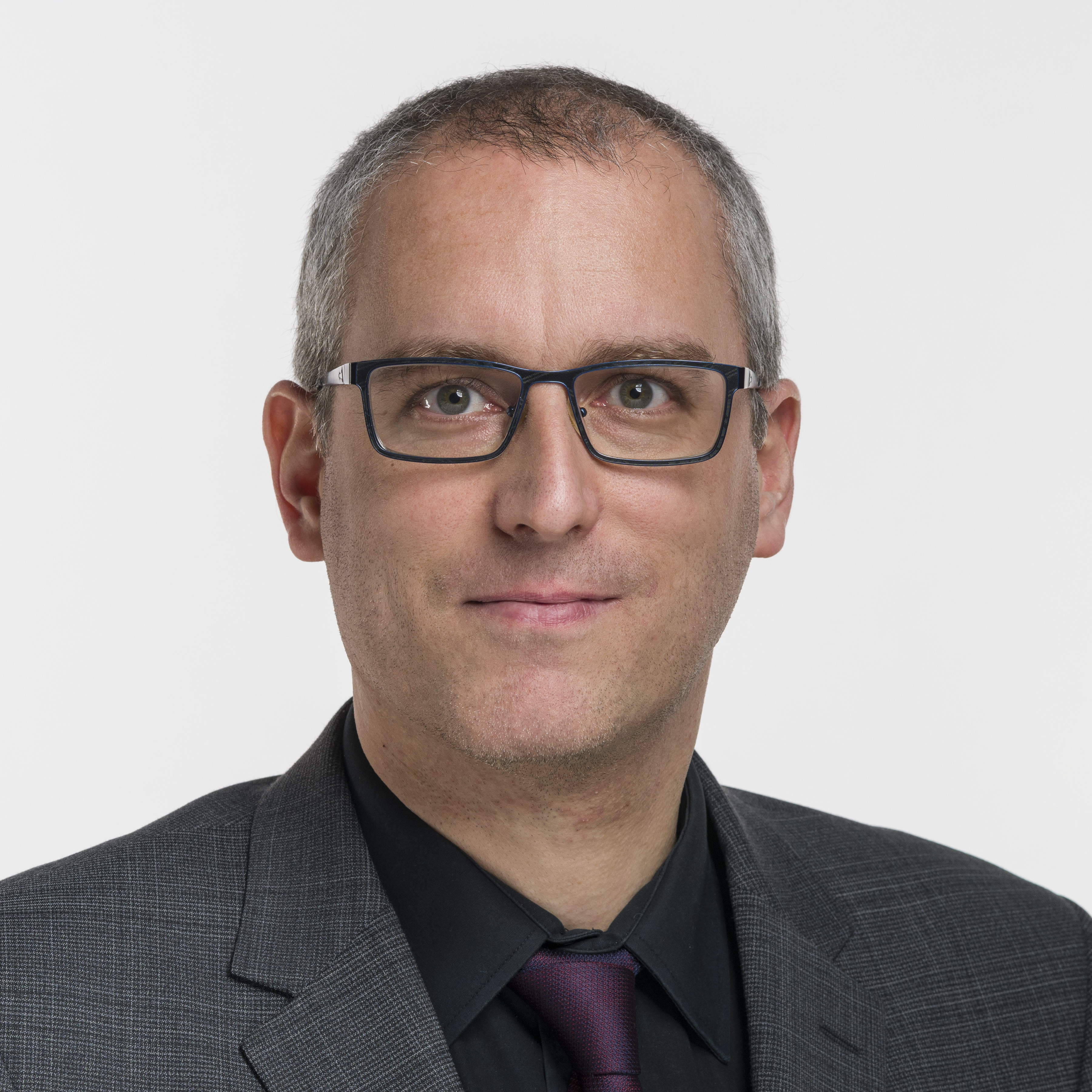
Christian Dandrès (2019)

Christian Dandrès (* 13. Februar 1981 in Siders; heimatberechtigt in Orsières) ist ein Schweizer Politiker (SP). Seit 2019 vertritt er den Kanton Genf im Nationalrat.

## Leben
Dandrès studierte ein Jahr Literatur an der Universität Lausanne (Griechisch, Neugriechisch und Französisch), dann Jura an der Universität Genf. Zudem erwarb er einen Master-Abschluss im Recht der Europäischen Union an der Université Panthéon-Assas. Er ist seit 2010 als Rechtsanwalt zugelassen.
Dandrès war von 2005 bis 2008 Beisitzer am Tribunal des baux et loyers des Kantons Genf. Er arbeitet für den Schweizerischen Mieterinnen- und Mieterverband. Er ist schweizerisch-italienischer Doppelbürger.